# Gouvernement Chirac II
Pour les articles homonymes, voir Gouvernement Jacques Chirac.
Pour un article plus général, voir Première cohabitation.
Ve République
Gouvernement Laurent Fabius Gouvernement Michel Rocard I
Le gouvernement Jacques Chirac (2) est le gouvernement de la République française du 20 mars 1986 au 10 mai 1988 pendant la présidence de François Mitterrand (1981–1995). Il s’agit du deuxième gouvernement de Jacques Chirac et du 19e gouvernement de la Ve République.
Le président de la République et le Premier ministre étant issus de partis opposés, on le qualifie de gouvernement de cohabitation.

## Contexte de formation

### Contexte politique et économique
Ce nouveau gouvernement succède au gouvernement Laurent Fabius, qui avait été nommé alors que les socialistes perdaient du terrain et que le chômage augmentait. L'objectif est en partie réussi, car bien que les socialistes n'aient pas la majorité à l'Assemblée nationale, la majorité de l'opposition est faible (elle n'est majoritaire que de deux sièges).

### Choix des ministres
François Mitterrand fait le choix de nommer Jacques Chirac Premier ministre, car il est le chef de l'opposition. Il désire garder la main sur les domaines qui le concernent directement en tant que chef de l'Etat, à savoir la Défense, les Affaires étrangères, la Coopération et l'Intérieur. En tant que gaullo-pompidolien, Chirac accepte pour la Défense et les Affaires étrangères, mais impose Charles Pasqua à l'Intérieur, contrairement au souhait de Mitterrand, qui déclarait qu'« avec Pasqua à l'Intérieur, les ministres n'oseront plus téléphoner ». Il accepte Michel Aurillac à la Coopération.
Chirac propose Valéry Giscard d'Estaing, de l'UDF, aux Affaires étrangères, mais Mitterrand refuse. Il écarte également Jean Lecanuet à ce poste, qu'il juge trop atlantiste, ainsi que Pierre Méhaignerie, pour sa prise de position contre le cohabitationnisme.
Giscard d'Estaing souhaite être nommé Président de l'Assemblée nationale, mais Jacques Chaban-Delmas le veut également. Il propose le Ministère de la Défense à Chaban-Delmas, qui refuse, et obtient donc le perchoir.
Pour la Défense, Mitterrand écarte le nom de François Léotard, en raison de ses prises de position sur de nombreux grands dossiers internationaux, qu'il juge légères. Il accepte Édouard Balladur aux Finances. Jacques Chirac avait proposé dès 1985 à ce dernier d'obtenir un ministère économique disposant d'une large autonomie économique et budgétaire, et s'était engagé à ne pas intervenir dans son domaine. La condition, remplie, était que Balladur soit élu député.
Pour la Justice, Chirac propose Jacques Larché ou Étienne Dailly ; en ce qui concerne ce dernier, Mitterrand refuse au vu des affaires troubles dans lesquelles il baigne, déclarant que « La première chose qu'il aurait à y faire c'est de se mettre en prison lui-même ».
Le Premier ministre propose à Jean-Claude Gaudin le poste de ministre des Relations avec le Parlement, mais il décline. Est proposé à Alain Madelin la Concurrence et la Déréglementation, à Gérard Longuet la Formation professionnelle, et la Fonction publique à Jacques Douffiagues. Léotard demande l'Industrie pour Madelin, les PTT pour Longuet, et les Transports pour Douffiagues. Il renonce à la Défense pour lui-même, suivant les arguments de Jacques Chirac : il pourrait être tenu pour responsable des potentielles futures morts dans l'opération actuelle au Tchad, et il risque d'être pris en tenailles entre les hommes de Mitterrand qui gèrent les questions de défense au palais de l’Élysée.

### Féminisation du gouvernement
Le gouvernement compte quatre femmes ministres : Michèle Barzach, Lucette Michaux-Chevry, Michèle Alliot-Marie et Nicole Catala.

### Coalition
Le gouvernement au pouvoir est soutenu par la coalition RPR-UDF.

## Composition
Jacques Chirac est nommé le 20 mars 1986 et les membres du gouvernement le même jour,.

### Premier ministre
| Image          | Fonction         |  | Nom            | Parti |
| -------------- | ---------------- |  | -------------- | ----- |
| Jacques Chirac | Premier ministre |  | Jacques Chirac | RPR   |

### Ministre d'État
| Image            | Fonction                                                                   |  | Nom              | Parti |
| ---------------- | -------------------------------------------------------------------------- |  | ---------------- | ----- |
| Édouard Balladur | Ministre d'État, chargé de l’Économie, des Finances et de la Privatisation |  | Édouard Balladur | RPR   |

### Ministres
| Image              | Fonction                                                                                |  | Nom                  | Parti   |
| ------------------ | --------------------------------------------------------------------------------------- |  | -------------------- | ------- |
|                    | Garde des Sceaux, ministre de la Justice                                                |  | Albin Chalandon      | RPR     |
|                    | Ministre de la Défense                                                                  |  | André Giraud         | UDF-PR  |
| François Léotard   | Ministre de la Culture et de la Communication                                           |  | François Léotard     | UDF-PR  |
|                    | Ministre des Affaires étrangères                                                        |  | Jean-Bernard Raimond | RPR     |
| Charles Pasqua     | Ministre de l'Intérieur                                                                 |  | Charles Pasqua       | RPR     |
| Pierre Méhaignerie | Ministre de l'Équipement, du Logement, de l'Aménagement du territoire et des Transports |  | Pierre Méhaignerie   | UDF-CDS |
|                    | Ministre des Départements et territoires d'outre-mer                                    |  | Bernard Pons         | RPR     |
| René Monory        | Ministre de l'Éducation nationale                                                       |  | René Monory          | UDF-CDS |
| Philippe Séguin    | Ministre des Affaires sociales et de l'Emploi                                           |  | Philippe Séguin      | RPR     |
| Alain Madelin      | Ministre de l'Industrie, des P. et T. et du Tourisme                                    |  | Alain Madelin        | UDF-PR  |
|                    | Ministre de l'Agriculture                                                               |  | François Guillaume   | RPR     |
|                    | Ministre de la Coopération                                                              |  | Michel Aurillac      | RPR     |
| André Rossinot     | Ministre chargé des Relations avec le Parlement                                         |  | André Rossinot       | UDF-PRV |

### Ministres délégués
| Image                                                                                  | Fonction                                                                             | Ministre de rattachement                                                                |  | Nom                                       | Parti   |
| -------------------------------------------------------------------------------------- | ------------------------------------------------------------------------------------ | --------------------------------------------------------------------------------------- |  | ----------------------------------------- | ------- |
|                                                                                        | Ministre délégué à la Fonction publique et au Plan                                   | Premier ministre                                                                        |  | Hervé de Charette                         | UDF-PR  |
| Alain Juppé                                                                            | Ministre délégué au Budget, porte-parole du gouvernement                             | Ministre de l'Économie, des Finances et de la Privatisation                             |  | Alain Juppé                               | RPR     |
| Michel Noir                                                                            | Ministre délégué au Commerce extérieur                                               | Ministre de l’Économie, des Finances et de la Privatisation                             |  | Michel Noir                               | RPR     |
|                                                                                        | Ministre délégué à la Privatisation (jusqu'au 19/08/1986)                            | Ministre de l’Économie, des Finances et de la Privatisation (jusqu'au 19/08/1986)       |  | Camille Cabana                            | RPR     |
| Ministre délégué à la Réforme administrative (du 19/08/1986 au 28/09/1987)             | Premier ministre (à partir du 19/08/1986)                                            |                                                                                         |  | Camille Cabana                            | RPR     |
| Ministre délégué aux Rapatriés et à la Réforme administrative (à partir du 28/09/1987) | Premier ministre (à partir du 19/08/1986)                                            |                                                                                         |  | Camille Cabana                            | RPR     |
|                                                                                        | Ministre délégué au Commerce, à l'Artisanat et aux Services (à partir du 25/03/1986) | Ministre de l’Économie, des Finances et de la Privatisation                             |  | Georges Chavanes (à partir du 25/03/1986) | UDF-PR  |
|                                                                                        | Ministre délégué à la Sécurité                                                       | Ministre de l'Intérieur                                                                 |  | Robert Pandraud                           | RPR     |
|                                                                                        | Ministre délégué aux Transports                                                      | Ministre de l'Équipement, du Logement, de l'Aménagement du territoire et des Transports |  | Jacques Douffiagues                       | UDF-PR  |
| Alain Carignon                                                                         | Ministre délégué à l'Environnement                                                   | Ministre de l'Équipement, du Logement, de l'Aménagement du territoire et des Transports |  | Alain Carignon                            | RPR     |
|                                                                                        | Ministre délégué à la Recherche et à l'Enseignement supérieur                        | Ministre de l'Éducation nationale                                                       |  | Alain Devaquet (jusqu'au 08/12/1986)      | RPR     |
| Jacques Valade                                                                         | Ministre délégué à la Recherche et à l'Enseignement supérieur                        | Ministre de l'Éducation nationale                                                       |  | Jacques Valade (à partir du 20/01/1987)   | RPR     |
| Michèle Barzach                                                                        | Ministre délégué à la Santé et à la Famille (à partir du 25/03/1986)                 | Ministre des Affaires sociales et de l'Emploi                                           |  | Michèle Barzach (à partir du 25/03/1986)  | RPR     |
| Bernard Bosson                                                                         | Ministre délégué aux Affaires européennes (à partir du 19/08/1986)                   | Ministre des Affaires étrangères                                                        |  | Bernard Bosson (à partir du 19/08/1986)   | UDF-CDS |
|                                                                                        | Ministre délégué aux Collectivités locales (à partir du 19/08/1986)                  | Ministre de l'Intérieur                                                                 |  | Yves Galland (à partir du 19/08/1986)     | UDF-PR  |
| Gérard Longuet                                                                         | Ministre délégué aux P. et T. (à partir du 19/08/1986)                               | Ministre de l'Industrie, des P. et T. et du Tourisme                                    |  | Gérard Longuet (à partir du 19/08/1986)   | UDF-PR  |
| André Santini                                                                          | Ministre délégué à la Communication (à partir du 28/09/1987)                         | Ministre de la Culture et de la Communication                                           |  | André Santini (à partir du 28/09/1987)    | UDF-PSD |

### Secrétaires d'État
| Image                | Fonction | Ministre de rattachement                                                                              |  | Nom                                            | Parti   |
| -------------------- | --- | --- |  | ---------------------------------------------- | ------- |
|                      | Secrétaire d'État à la Francophonie | Premier ministre                                                                                      |  | Lucette Michaux-Chevry                         | RPR     |
|                      | Secrétaire d'État aux Droits de l'Homme                                                                                                | Premier ministre                                                                                      |  | Claude Malhuret                                | UDF-PR  |
|                      | Secrétaire d'État à la Jeunesse et aux Sports                                                                                          | Premier ministre                                                                                      |  | Christian Bergelin                             | RPR     |
| Philippe de Villiers | Secrétaire d'État (jusqu'au 25/06/1987)                                                                                                | Ministre de la Culture et de la Communication                                                         |  | Philippe de Villiers (jusqu'au 25/06/1987)     | UDF-PR  |
|                      | Secrétaire d'État | Ministre des Affaires étrangères                                                                      |  | Didier Bariani                                 | UDF-PR  |
| Bernard Bosson       | Secrétaire d'État aux Collectivités locales (jusqu'au 19/08/1986)                                                                      | Ministre de l'Intérieur                                                                               |  | Bernard Bosson (jusqu'au 19/08/1986)           | UDF-CDS |
| Gaston Flosse        | Secrétaire d'État aux Problèmes du Pacifique Sud                                                                                       | Ministre des Départements et territoires d'outre-mer                                                  |  | Gaston Flosse                                  | RPR     |
| Michèle Alliot-Marie | Secrétaire d'État à l'Enseignement | Ministre de l'Éducation nationale                                                                     |  | Michèle Alliot-Marie                           | RPR     |
|                      | Secrétaire d'État à la Formation professionnelle                                                                                       | Ministre de l'Éducation nationale                                                                     |  | Nicole Catala                                  | RPR     |
| Adrien Zeller        | Secrétaire d'État à la Sécurité sociale                                                                                                | Ministre des Affaires sociales et de l'Emploi                                                         |  | Adrien Zeller                                  | UDF-CDS |
| Jean Arthuis         | Secrétaire d'État (jusqu'au 20/01/1987)                                                                                                | Ministre des Affaires sociales et de l'Emploi (jusqu'au 20/01/1987)                                   |  | Jean Arthuis                                   | UDF-CDS |
| Jean Arthuis         | Secrétaire d'État à la Consommation et à la Concurrence (à partir du 20/01/1987) portefeuille de la Participation ajouté le 17/10/1987 | Ministre d'État, ministre de l’Économie, des Finances et de la Privatisation (à partir du 20/01/1987) |  | Jean Arthuis                                   | UDF-CDS |
|                      | Secrétaire d'État (à partir du 19/08/1986)                                                                                             | Ministre de la Défense                                                                                |  | Jacques Boyon (à partir du 19/08/1986)         | RPR     |
| Gérard Longuet       | Secrétaire d'État aux P. et T. (jusqu'au 19/08/1986)                                                                                   | Ministre de l'Industrie, des P. et T. et du Tourisme                                                  |  | Gérard Longuet (jusqu'au 19/08/1986)           | UDF-PR  |
|                      | Secrétaire d'État au Tourisme (à partir du 25/03/1986)                                                                                 | Ministre de l'Industrie, des P. et T. et du Tourisme                                                  |  | Jean-Jacques Descamps (à partir du 25/03/1986) | UDF-PR  |
| Georges Fontès       | Secrétaire d'État aux Anciens combattants                                                                                              | Secrétaire d'État aux Anciens combattants                                                             |  | Georges Fontès                                 | RPR     |
| André Santini        | Secrétaire d'État aux Rapatriés (jusqu'au 28/09/1987)                                                                                  | Secrétaire d'État aux Rapatriés (jusqu'au 28/09/1987)                                                 |  | André Santini (jusqu'au 28/09/1987)            | UDF-PSD |
|                      | Secrétaire d'État à la Mer | Secrétaire d'État à la Mer                                                                            |  | Ambroise Guellec                               | UDF-CDS |

## Modifications

### Remaniement du 25 mars 1986
Ce remaniement du 25 mars 1986 (trois jours après la constitution du gouvernement) créée trois nouveaux portefeuilles :
- Georges Chavanes, ministre délégué auprès du ministre de l’Économie, des Finances et de la Privatisation, chargé du Commerce, de l'Artisanat et des Services ;
- Michèle Barzach, ministre délégué auprès du ministre des Affaires sociales et de l'Emploi ,chargé de la Santé et de la Famille ;
- Jean-Jacques Descamps, secrétaire d'État auprès du ministre de l'Industrie, des P. et T. et du Tourisme, chargé du Tourisme.

### Remaniement du 19 août 1986
Le remaniement du 19 août 1986 est l'occasion de modifications d'attributions ou de nouvelles nominations :
- Camille Cabana, jusqu'alors ministre délégué auprès du ministre de l’Économie, des Finances et de la Privatisation, chargé de la Privatisation, est nommé ministre délégué auprès du Premier ministre, chargé de la Réforme administrative ;
- Bernard Bosson, jusqu'alors secrétaire d'État auprès ministre de l'Intérieur chargé des Collectivités locales, est nommé ministre délégué auprès du ministre des Affaires étrangères, chargé des Affaires européennes ;
- Yves Galland entre au gouvernement et remplace Bernard Bosson comme ministre délégué aux Collectivités locales (non comme secrétaire d'État) ;
- Gérard Longuet, jusqu'alors secrétaire d'État chargé des P. et T., est nommé ministre délégué chargé des P. et T. ;
- Jacques Boyon entre au gouvernement comme secrétaire d'État auprès du ministre de la Défense.

### Démission du 8 décembre 1986
Le projet de loi d'Alain Devaquet, ministre délégué à la Recherche et à l'Enseignement supérieur, fait l'objet d'un fort mouvement social d'opposition. Le 6 décembre 1986 l'étudiant franco-algérien Malik Oussekine, âgé de 22 ans, meurt. Sa mort provoque la démission immédiate d'Alain Devaquet.

### Remaniement du 20 janvier 1987
Le remaniement du 20 janvier 1987 permet le remplacement d'Alain Devaquet. Jacques Valade entre au gouvernement et est nommé ministre délégué auprès du ministre de l'Éducation nationale, chargé de la Recherche et de l'Enseignement supérieur.
Par ailleurs, Jean Arthuis, jusqu'alors secrétaire d'État auprès du ministre des Affaires sociales et de l'Emploi, est nommé secrétaire d'État auprès du ministre de l’Économie, des Finances et de la Privatisation, chargé de la Consommation et de la Concurrence.

### Démission du 25 juin 1987
Philippe de Villiers, du fait du décès le 31 mai 1987 du député de Vendée Vincent Ansquer dont il est le suivant de liste, décide de démissionner pour devenir député.

### Remaniement du 28 septembre 1987
La démission de Philippe de Villiers est à l'origine du remaniement du 28 septembre 1987 :
- André Santini, jusqu'alors secrétaire d'État chargé des Rapatriés, est nommé ministre délégué auprès du ministre de la Culture et de la Communication, chargé de la Communication ;
- Camille Cabana, jusqu'alors ministre délégué auprès du Premier ministre chargé de la Réforme administrative, devient ministre délégué chargé des Rapatriés et de la Réforme administrative.

### Ajustement du 17 octobre 1987
L'ajustement du 17 octobre 1987 modifie les attributions de Jean Arthuis, jusqu'alors secrétaire d'État auprès du ministre de l’Économie, des Finances et de la Privatisation, chargé de la Consommation et de la Concurrence qui devient secrétaire d'État chargé de la Consommation et de la Concurrence et de la Participation.

### Intérim du 25 janvier 1988
Le 25 janvier 1988, Jacques Chirac assure l'intérim d'Édouard Balladur, ministre de l’Économie, des Finances et de la Privatisation.

### Intérim du 10 mars 1988
Le 10 mars 1988, Charles Pasqua assure l'intérim d'André Giraud, ministre de la Défense.

## Répartition partisane
| Parti                       | Parti                               | Premier ministre | Ministres d'État | Ministres | Ministres délégués | Secrétaires d'État | Total |
| --------------------------- | ----------------------------------- | ---------------- | ---------------- | --------- | ------------------ | ------------------ | ----- |
| Répartition le 20 mars 1986 | Répartition le 20 mars 1986         | 1                | 1                | 13        | 8                  | 15                 | 38    |
|                             | Rassemblement pour la République    | 1                | 1                | 7         | 6                  | 6                  | 21    |
|                             | UDF - Parti républicain             |                  |                  | 3         | 2                  | 4                  | 9     |
|                             | UDF - Centre des démocrates sociaux |                  | 2                |           | 4                  | 6                  |       |
|                             | UDF - Parti radical valoisien       |                  | 1                |           |                    | 1                  |       |
|                             | UDF - Parti social-démocrate        |                  |                  |           | 1                  | 1                  |       |
|                             |                                     |                  |                  |           |                    |                    |       |
| Répartition le 10 mai 1988  | Répartition le 10 mai 1988          | 1                | 1                | 13        | 14                 | 13                 | 42    |
|                             | Rassemblement pour la République    | 1                | 1                | 7         | 7                  | 7                  | 23    |
|                             | UDF - Parti républicain             |                  |                  | 3         | 5                  | 3                  | 11    |
|                             | UDF - Centre des démocrates sociaux |                  | 2                | 1         | 3                  | 6                  |       |
|                             | UDF - Parti radical valoisien       |                  | 1                |           |                    | 1                  |       |
|                             | UDF - Parti social-démocrate        |                  |                  | 1         |                    | 1                  |       |

## Actions

### Politique monétaire
Édouard Balladur obtient le 6 avril 1986 une dévaluation du franc de 3 %, de sorte qu'un mark vaille 3,18 francs. Cela s'oppose à la promesse qu'avait fait la France de ne plus dévaluer ; le Premier ministre considère qu'elle rendra les exportations françaises plus compétitives. Cette décision détériore le solde extérieur français. En 1986, le déficit extérieur est de 45 milliards de francs ; après la dévaluation, il atteint 80 milliards (1987).
Un mois plus tard, le contrôle des changes est abrogé, et l'anonymat des achats et ventes d'or est rétabli.

### Politique fiscale
Une amnistie fiscale est décrétée pour ceux qui avaient illégalement placé leur argent à l'étranger, avec un taux forfaitaire de 10% (soit 15 points de moins que l'amnistie fiscale de Laurent Fabius lors du deuxième gouvernement Mauroy). Cela permet de rapatrier 16 milliards de francs durant l'été 1986, soit 10% du montant des capitaux français déposés illégalement dans les banques suisses, selon les Douanes. L'objectif est de faire baisser les taux d'intérêt en faisant gonfler l'épargne.
Les socialistes avaient instauré en 1985 une baisse de 50% à 45% de l'impôt sur les bénéfices des sociétés pour celles qui consacraient leurs profits à l'auto-financement et non à la distribution de dividendes aux actionnaires. La droite décide de faire baisser l'impôt à 45% même pour les sociétés qui distribuent leurs profits en dividendes aux actionnaires.
Le gouvernement accepte également un amendement proposé par Valéry Giscard d'Estaing, qui propose de réduire d'un an le délai pendant lequel le fisc peut poursuivre un fraudeur, passant ainsi de 4 à 3 ans. Cela prive l’État de 2 milliards de francs de recettes annuelles.

### Politique industrielle et de l'emploi
À partir du 1er décembre 1986, les prix, qui pour certains étaient contrôlés depuis 1914 et pour d'autres par une ordonnance de 1945, sont libérés. Afin de s'assurer que cette nouvelle concurrence, qui détermine le niveau des prix, soit juste, le Conseil de la concurrence, autorité indépendante dont la mission est de sanctionner les abus de position dominante et les ententes, est créé.
Philippe Séguin, ministre des Affaires sociales, met en œuvre la suppression de l'autorisation administrative de licenciement, votée en octobre 1974 à l'initiative de Jacques Chirac. Si Yvon Gattaz assure que cette réforme permettra de créer 400 000 emplois, les experts n'ont jamais réussi à déterminer de manière probante les conséquences économiques de la suppression.
Dès avril 1986, le gouvernement débloque 4,5 milliards de francs pour financer un "Plan d'urgence pour l'emploi des jeunes". Les cotisations sociales sont réduites du quart pour chaque jeune embauché. Il est décidé du maintien des TUC créés par Laurent Fabius, avec une nouvelle disposition selon laquelle les cotisations sociales du jeune embauché sont réduites de moitié si le jeune a reçu une formation en alternance ou a effectué un TUC. Les cotisations sont entièrement supprimées si le jeune est recruté pour être formé, en alternance ou en apprentissage. Ils sont complétés par les "programmes d’insertion locale" (PIL).
Le gouvernement lance une vague de privatisations. Elle entraîne une baisse de l'emploi public (1,86 million à 1,36 million de salariés) et rembourse les nationalisations de 1981 : elles avaient coûté 35 milliards de francs, mais leur privatisation rapportent entre 65 et 75 milliards de francs. Les recettes des privatisations sont affectées soit à la recapitalisation des entreprises non-privatisées (Renault obtient 2 milliards, la sidérurgie en obtient 6), soit à un organisme nouvellement créé, la Caisse d'amortissement de la dette publique.
Les rémunérations des fonctionnaires sont bloquées et 2000 postes sont supprimés en 1986.

### Politique éducative
Une réforme des universités est mise en chantier par Alain Devaquet, ministre de l’Enseignement supérieur et de la Recherche. Le 11 juillet 1986, le Conseil des ministres adopte son projet. Il vise, d'abord, à permettre aux universités de fixer librement le montant de leurs frais d'inscription, au sein d'une fourchette établie par le ministère. Elles auraient introduit également le droit de sélectionner à l'entrée, dans l'objectif d’adapter les flux d’étudiants aux besoins du marché du travail et à la capacité d’accueil des établissements. Le pouvoir des enseignants dans les organes dirigeants de l’université est accru. Les manifestations se multiplient (600 000 manifestants le 27 novembre), et le projet est retiré le 8 décembre.
Les crédits de l'intervention étant réduits, ceux de la recherche le sont également. Sur les 5 milliards de réduction de crédits d'intervention de l'Etat, 3 le sont dans la recherche. Le ministre de la Culture, François Léotard, subit également une baisse de 500 millions de francs de son budget.

### Finances publiques
Le Premier ministre décide une baisse d'impôts, les prélèvements obligatoires baissant de 0,7 point de PIB en 1986. L'Impôt sur les grandes fortunes est également supprimé, prenant effet à partir de janvier 1987. Cela est couplé d'une baisse de l'impôt sur le revenu des ménages les plus modestes. Le déficit se creuse ainsi et atteint 3,2%.
Le gouvernement fait voter dès 1986 une loi rectificative de loi de finance, afin de corriger celle de 1986, votée en 1985 par les socialistes. Tous les ministères, à l'exception de l'Intérieur et de l’Éducation nationale, voient leur budget baissé. Une économie de 10 milliards de francs est ainsi réalisée.
Les crédits d'intervention de l’État sont réduits de 5 milliards en tout.

### Politique sécuritaire
A l'Intérieur, Charles Pasqua tente de remettre en place la Loi Peyrefitte de 1981 qui portait atteinte aux libertés fondamentales et donnait des droits très larges à la police en tout ce qui concernait les contrôles d'identité. Il est contrecarré par Albin Chalandon, ministre de la Justice, qui s'y oppose.
L'arsenal répressif est organisé de la manière suivante : une première loi sur les contrôles d'identité, qui donne des pouvoirs étendus à la police pour vérifier l'identité de n'importe quel individu ; une deuxième, dont l'objectif est de lutter contre la criminalité et la délinquance, qui prévoit, outre une peine de sûreté incompressible de trente ans, une procédure de comparution immédiate et l'élargissement de la définition d'"association de malfaiteurs" en droit pénal ; la troisième, contre le terrorisme, qui créée une section d'instruction antiterroriste. La quatrième, relative à l'application des peines, rend les conditions de réduction des durées d'emprisonnement plus strictes. Albin Chalandon doit recourir au vote bloqué prévu à l'article 44 de la Constitution pour éviter que l'Assemblée ne traite du rétablissement de la peine de mort, débat voulu par le FN et plusieurs députés du RPR.
Albin Chalandon propose une loi d'emprisonnement des toxicomanes. Devant la levée en masse des médecins, qui font remarquer qu'emprisonner les utilisateurs de stupéfiants ne réglera en rien le problème et fera même plus de mal, la protestation de différentes personnalités dont Simone Veil, et la constatation qu'il y a environ 800 000 toxicomanes en France, le projet est retiré.
Chalandon met également en place un projet de loi de privatisation des prisons françaises et de création par des entreprises de prisons. Il se heurte au Conseil d’État, aux syndicats pénitentiaires, aux experts du sujet et aux élus de droite comme de gauche, inquiets de voir des entrepreneurs prendre en charge une mission qui relève de la souveraineté de l’État, notamment au vu des multiples dérives que la privatisation des prisons a provoqué aux États-Unis. Le projet est retiré. Balladur débloque 4 milliards de francs, sur cinq ans, pour construire 15 000 nouvelles places de prisons, la France souffrant d'une surpopulation carcérale (50 000 détenus pour 32 000 places en 1987). Par le rapport de force, Chalandon obtient donc plus de créations de places de prison que sous Robert Badinter, qui n'avait réussi à arracher les crédits nécessaires que pour 600 places supplémentaires par an.

### Autres
Le gouvernement procède à un redécoupage des circonscriptions législatives en 1986 sous la férule de Charles Pasqua.

## Analyse de la popularité
En juin 1986, un sondage de BVA révèle que 60% des Français se déclarent mécontents de l'action du gouvernement. La côte de confiance de Jacques Chirac passe sous la barre des 50%, tandis que le Président Mitterrand remonte à 61%.

## Démission
Le 10 mai 1988, le Premier ministre, Jacques Chirac, défait lors de l'élection présidentielle du 8 mai, présente au président de la République François Mitterrand, réélu, la démission de son gouvernement, au palais de l'Élysée ; la démission du gouvernement prend effet le lendemain, avec la publication au JO du 11. Le successeur de Jacques Chirac, Michel Rocard forme alors son premier gouvernement.

## Relations avec le parlement
Le 9 avril 1986, le Premier ministre obtient la confiance de l'Assemblée nationale sur la déclaration de politique générale par 292 voix pour et 285 contre.
| Position   | Groupe | Groupe | Groupe | Groupe | Groupe | Non-inscrits | Total |
| Position   | COM    | SOC    | UDF    | RPR    | FN-RN  | Non-inscrits | Total |
| ---------- | ------ | ------ | ------ | ------ | ------ | ------------ | ----- |
| Position   |        |        |        |        |        | Non-inscrits | Total |
| POUR       | 0      | 0      | 131    | 155    | 1      | 5            | 292   |
| CONTRE     | 35     | 212    | 0      | 0      | 34     | 4            | 285   |
| ABSTENTION | 0      | 0      | 0      | 0      | 0      | 0            | 0     |
| NON-VOTANT | 0      | 0      | 0      | 0      | 0      | 0            | 0     |

Le 7 avril 1987, le Premier ministre obtient la confiance de l'Assemblée nationale sur la déclaration de politique générale par 294 voix pour et 282 contre.
| Position   | Groupe | Groupe | Groupe | Groupe | Groupe | Non-inscrits | Total |
| Position   | COM    | SOC    | UDF    | RPR    | FN-RN  | Non-inscrits | Total |
| ---------- | ------ | ------ | ------ | ------ | ------ | ------------ | ----- |
| Position   |        |        |        |        |        | Non-inscrits | Total |
| POUR       | 0      | 0      | 130    | 159    | 1      | 4            | 294   |
| CONTRE     | 35     | 211    | 0      | 0      | 32     | 4            | 282   |
| ABSTENTION | 0      | 0      | 0      | 0      | 0      | 0            | 0     |
| NON-VOTANT | 0      | 0      | 0      | 0      | 0      | 1            | 1     |

Le 3 décembre 1987, le Premier ministre obtient la confiance de l'Assemblée nationale sur la déclaration de politique générale par 295 voix pour et 282 contre.
| Position   | Groupe | Groupe | Groupe | Groupe | Groupe | Non-inscrits | Total |
| Position   | COM    | SOC    | UDF    | RPR    | FN-RN  | Non-inscrits | Total |
| ---------- | ------ | ------ | ------ | ------ | ------ | ------------ | ----- |
| Position   |        |        |        |        |        | Non-inscrits | Total |
| POUR       | 0      | 0      | 132    | 157    | 1      | 5            | 295   |
| CONTRE     | 35     | 214    | 0      | 0      | 32     | 1            | 282   |
| ABSTENTION | 0      | 0      | 0      | 0      | 0      | 0            | 0     |
| NON-VOTANT | 0      | 0      | 0      | 0      | 0      | 0            | 0     |